# طوطی‌نوک طلایی
طوطی‌نوک طلایی (نام علمی: Paradoxornis verreauxi) نام یک گونه از تیره سسکیان است.